# Gintaras Leonavičius
Gintaras Leonavičius, né le 29 octobre 1983, à Panevėžys, en Lituanie, est un joueur de basket-ball lituanien. Il évolue au poste d'arrière.

## Palmarès
- Champion de Lituanie 2006
- Ligue baltique 2015, 2016
- MVP des Finales de la Ligue baltique 2015